# La Rouaudière
La Rouaudière és un municipi francès situat al departament de Mayenne i a la regió de País del Loira. L'any 2007 tenia 339 habitants.

## Demografia

### Població
El 2007 la població de fet de La Rouaudière era de 339 persones. Hi havia 128 famílies de les quals 32 eren unipersonals (8 homes vivint sols i 24 dones vivint soles), 40 parelles sense fills i 56 parelles amb fills.
La població ha evolucionat segons el següent gràfic:
Habitants censats

### Habitatges
El 2007 hi havia 151 habitatges, 127 eren l'habitatge principal de la família, 8 eren segones residències i 16 estaven desocupats. 146 eren cases i 4 eren apartaments. Dels 127 habitatges principals, 102 estaven ocupats pels seus propietaris i 25 estaven llogats i ocupats pels llogaters; 4 tenien una cambra, 8 en tenien dues, 10 en tenien tres, 34 en tenien quatre i 72 en tenien cinc o més. 93 habitatges disposaven pel capbaix d'una plaça de pàrquing. A 53 habitatges hi havia un automòbil i a 63 n'hi havia dos o més.

### Piràmide de població
La piràmide de població per edats i sexe el 2009 era:
| Homes | Edats   | Dones |
| ----- | ------- | ----- |
| 0     | 95 o +  | 0     |
| 0     | 90 a 94 | 0     |
| 0     | 85 a 89 | 0     |
| 4     | 80 a 84 | 4     |
| 4     | 75 a 79 | 8     |
| 16    | 70 a 74 | 4     |
| 8     | 65 a 69 | 12    |
| 8     | 60 a 64 | 8     |
| 4     | 55 a 59 | 8     |
| 20    | 50 a 54 | 4     |
| 0     | 45 a 49 | 4     |
| 24    | 40 a 44 | 16    |
| 8     | 35 a 39 | 16    |
| 8     | 30 a 34 | 12    |
| 8     | 25 a 29 | 8     |
| 4     | 20 a 24 | 0     |
| 12    | 15 a 19 | 24    |
| 24    | 10 a 14 | 12    |
| 4     | 5 a 9   | 20    |
| 0     | 0 a 4   | 16    |

## Economia
El 2007 la població en edat de treballar era de 201 persones, 148 eren actives i 53 eren inactives. De les 148 persones actives 134 estaven ocupades (79 homes i 55 dones) i 15 estaven aturades (5 homes i 10 dones). De les 53 persones inactives 23 estaven jubilades, 15 estaven estudiant i 15 estaven classificades com a «altres inactius».

### Ingressos
El 2009 a La Rouaudière hi havia 123 unitats fiscals que integraven 351,5 persones, la mediana anual d'ingressos fiscals per persona era de 13.500 €.

### Activitats econòmiques
Dels 10 establiments que hi havia el 2007, 4 eren d'empreses de construcció, 4 d'empreses de comerç i reparació d'automòbils, 1 d'una empresa d'hostatgeria i restauració i 1 d'una empresa de serveis.
Dels 4 establiments de servei als particulars que hi havia el 2009, 3 eren fusteries i 1 restaurant.
Els 2 establiments comercials que hi havia el 2009 eren carnisseries.
L'any 2000 a La Rouaudière hi havia 40 explotacions agrícoles que ocupaven un total de 1.350 hectàrees.

## Equipaments sanitaris i escolars
El 2009 hi havia una escola elemental.

## Poblacions més properes
El següent diagrama mostra les poblacions més properes.